# Сведала
Сведала (на шведски: Svedala) е град в южна Швеция, лен Сконе. Главен административен център на едноименната община Сведала. Разположен е на около 15 km от брега на Балтийско море. Намира се на около 500 km на югозапад от столицата Стокхолм и на 18 km на югоизток от Малмьо. Получава статут на търговски град (на шведски шьопинг) през 1919 г. Има жп гара. Населението на града е 10 627 жители според данни от преброяването през 2010 г.